# Gorges (Loire-Atlantique)
Gorges é uma comuna francesa na região administrativa da Pays de la Loire, no departamento de Loire-Atlantique. Estende-se por uma área de 15,77 km². Em 2010 a comuna tinha 5 115 habitantes (densidade: 324,4 hab./km²).